# Bob Margolin
Bob Margolin, noto anche con lo pseudonimo di Steady Rollin (Brookline, 9 maggio 1949), è un chitarrista statunitense.

## Biografia
Bob Margolin è un chitarrista blues statunitense. Dal 1973 al 1980 è stato chitarrista di Muddy Waters suonando con Waters e The Band nel film L'ultimo valzer. Dal 1981 ha cominciato una fortunata carriera da solista, che ha visto l'uscita di numerosi album.